# Luis Azcárraga Pérez-Caballero
Luis Azcárraga Pérez-Caballero (Vitoria, 24 de agosto de 1907-Salvatierra, Álava, 27 de marzo de 1988) fue un Ingeniero Aeronáutico y General de división del ejército del aire, asesinado por ETA al salir de misa abrazado de su mujer. Recibió delante de ella cuatro tiros, dos de ellos en la nuca.

## Biografía
Cursó estudios en Madrid, licenciándose en 1933. Es tío de Joseba Azkarraga, ex-consejero de justicia del gobierno vasco.
Fue piloto militar, (1930) e ingeniero aeronáutico (1934) y miembro del consejo de dirección de diversas empresas españolas. 
Ejerció de director general de Aviación Civil, fue delegado en España de la Agencia Europea del Espacio, director del Servicio Meteorológico Nacional (predecesor de AEMET) de 1940 a 1970 y vicepresidente de la OMM (1959-1967). Presidió la Asociación Nacional de Ingenieros Aeronáuticos y en 1957 el Instituto de Ingenieros Civiles de España.

## Homenajes
Con motivo del 20 aniversario de su muerte, en el año 2008 se le realizó una eucaristía de homenaje en su pueblo

## Obras
- Aprovechamiento de la energía del viento